# Fantastic Negrito
Xavier Amin Dphrepaulezz (né le 20 janvier 1968[réf. souhaitée] à Great Barrington, Massachusetts),,, mieux connu sous son nom de scène Fantastic Negrito, est un auteur-compositeur-interprète et multi-instrumentiste américain de blues, rhythm and blues, rock et funk. Son album de 2016, The Last Days of Oakland, a remporté le Grammy Award du meilleur album de blues contemporain lors de la 59e cérémonie des Grammy Awards. En 2019, son album Please Don't Be Dead remporte la même catégorie aux 61e Grammy Awards,. Son album de 2020, Have You Lost Your Mind Yet ?, lui a permis de remporter son 3e Grammy consécutif du meilleur album de blues contemporain aux 63e Grammy Awards.

## Biographie

### Enfance et formation
Dphrepaulezz est né dans l'ouest du Massachusetts. Il est le huitième d'une famille de quinze enfants. Son père était un musulman d'origine somalienne profondément religieux qui, se souvient Dphrepaulezz, avait « beaucoup de règles » pour ses enfants. Dphrepaulezz et sa famille déménagent à Oakland, en Californie, quand il avait 12 ans. A 12 ans, Xavier quitte le foyer familial qu'il juge trop sévère pour vivre dans la rue. Il commence à vendre de la drogue alors qu'il est adolescent à Oakland, comme il l'a déclaré au Guardian : « Nous vendions tous de la drogue, mec. Nous portions tous des pistolets. Il y a eu une épidémie de crack. […] J'étais le genre d'enfant à vendre de la fausse herbe […]. Parfois, j'utilisais du thé ». S'ensuivent les séjours en prison et en foyers.
A 18 ans, estimant sa vie trop dangereuse, il écoute l'album Dirty Mind de Prince et découvre qu'il a appris seul à jouer de tous les instruments. Il décide de faire comme lui et fréquente l'Université de Californie à Berkeley sans être inscrit et en regardant les étudiants répéter,. 

### Les débuts difficiles (1996-2007)
Dphrepaulezz compose ses premières chansons et une de ses démos parvient jusqu'à Joe Ruffalo, le manager de Prince. Il passe des auditions chez différents labels et signe un contrat d'un million de dollars avec Jimmy Iovine d'Interscope Records en 1993. Le 9 janvier 1996, sort son premier album, The X Factor, sous le nom de Xavier. L'album sort sur le label Lexington House Records et est distribué par Interscope. L'album aux influences R&B et neo soul de Sly Stone et de Shuggie Otis ne trouve pas son public malgré des tournées avec The Fugees, Arrested Development et De La Soul,,.
En 1999, il est victime d'un accident de voiture presque mortel, qui le laisse dans le coma pendant trois semaines, les bras et les jambes cassés. Il a déclaré qu'il estimait que ce crash l'avait « libéré », parce qu'Interscope avait mis fin à son contrat avec lui. « C'est un business, et je ne le comprenais pas. La seule chose que j'avais de pur dans ma vie était la créativité ». À près quoi il ouvre puis ferme une boîte de nuit clandestine dans le centre-sud de Los Angeles. Dphrepaulezz revend tout son matériel, repart s'installer à Oakland et achète une ferme. Il arrête la musique pendant 5 ans jusqu'au jour où il retrouve une vieille guitare dont il joue pour divertir son fils.

### 2014: Naissance de Fantastic Negrito
Dphrepaulezz compose de nouvelles chansons qu'il chante dans les rues de San Francisco en prenant le nom de Fantastic Negrito estimant que les passants sont le public le plus difficile à conquérir,,. En 2014, il sort un premier EP grâce au collectif Blackball Universe, une coopérative d’entraide aux artistes noirs d’Oakland dont il est l'un des fondateurs depuis plusieurs années. Décrivant son nouveau style musical comme « de la musique black roots pour tout le monde », il puise son inspiration dans le delta blues de Skip James, R. L. Burnside qu'il a découvert en Virginie où vit des membres de sa famille,. Il réalise un clip de sa chanson Lost in a Crowd qu'il met sur internet et remporte en 2015 le concours Tiny Desk Concerts (en) de la radio NPR parmi 7000 candidats. Il devient n°1 du iTunes Blues chart. Grâce aux réseaux sociaux, son autre titre An Honest Man devient la bande originale de la série Hand of God réalisée par Marc Forster avec Ron Perlman. Il est invité au Outside Lands Music and Arts Festival (en) avec notamment Elton John et Sam Smith. 

### Depuis 2016: la consécration
En 2016, son album The Last Days of Oakland sort sur le label Blackball Universe. « un disque de rage et d’urgence, connecté à l’inquiétude et à la nervosité du vieux blues » pour Les Inrockuptibles, emprunt également de funk, de rock et de hip-hop et reçut comme l'album d'un survivant,,. Il fait les premières parties du chanteur Chris Cornell et du groupe Temple of the dog. En 2017, l'album reçoit le Grammy Award du meilleur album de Blues Contemporain.
En 2018, sort son deuxième album Please Don’t Be Dead. Il l'écrit après l'élection de Donald Trump et apparaît sur la pochette sur un lit d'hôpital, les bras cassés, après son accident en 1999, souhaitant représenter l'état actuel de l'Amérique. « Cette photo exprime la certitude chez moi qu’un artiste se révèle par les moments les plus noirs qu’il a pu traverser. C’est d’ailleurs valable pour n’importe quel être humain. [...] Cette photo, c’est aussi un peu celle de l’Amérique d’aujourd’hui… [...] Une Amérique qui a été bien bousillée, qui a perdu ses mains, mais qui va s’en sortir... »,. En 2019, l'artiste reçoit son deuxième Grammy Award.
En 2020, sort le troisième album Have You Lost Your Mind Yet? sous le label Cooking Vinyl comportant deux duos : le rappeur E-40 et la chanteuse Tarriona Ball sur le titre  I’m So Happy I Cry inspiré par le décès du rappeur Juice Wrld à 21 ans,,. L'album emprunt de gospel et du mouvement Black Lives Matter est récompensé en 2021 par un Grammy Award, le troisième pour l'artiste,.
Pendant l'été 2021, Fantastic Negrito édite le titre Rolling Through California avec la chanteuse Miko Marks (en) qui évoque les incendies en Californie à cause du changement climatique. Une partie des recettes est reversée aux sinistrés et aux soignants.
En février 2022, avec la sortie du single Highest Bidder, Fantastic Negrito annonce la sortie du quatrième album White Jesus Black Problems au mois de juin ; un album concept inspiré par « l'histoire vraie de sa grand-mère écossaise blanche (Grandma Gallamore), une servante sous contrat, vivant en union libre avec son grand-père afro-américain esclave de la septième génération (Grandfather Courage), défiant ouvertement les lois racistes et séparatistes de la Virginie coloniale des années 1750 ». L'album est accompagné d'un film présenté au Grammy Museum de Los Angeles,. En 2023 le titre Oh Betty est nommé aux Grammy Awards et Fantastic Negrito sort une version acoustique de son album, intitulé en hommage à son grand-père Grandfather Courage,

## Discographie
Xavier
- 1996 : X-Factor

Fantastic Negrito
- 2014 : Fantastic Negrito, EP
- 2016 : The Last Days Of Oakland
- 2018 : Please Don’t Be Dead
- 2020 : Have You Lost Your Mind Yet?
- 2022 : White Jesus Black Problems
- 2023 : Grandfather Courage
- 2024 : Son of a broken man

## Distinctions

### Récompenses
- Grammy Awards 2017 : Meilleur album de Blues Contemporain pour The Last Days Of Oakland
- Grammy Awards 2019 : Meilleur album de Blues Contemporain pour Please Don’t Be Dead
- Coup de cœur Jazz et Blues 2020 de l'Académie Charles-Cros pour Have You Lost Your Mind Yet ?, proclamé le 5 février 2021, dans l’émission Open Jazz d’Alex Dutilh sur France Musique[30].
- Grammy Awards 2021 : Meilleur album de Blues contemporain pour  Have You Lost Your Mind Yet?

### Nomination
- Grammy Awards 2023 : Meilleure prestation American roots pour Oh Betty